# جوائز التصميم العالمي NCPEDP MphasiS

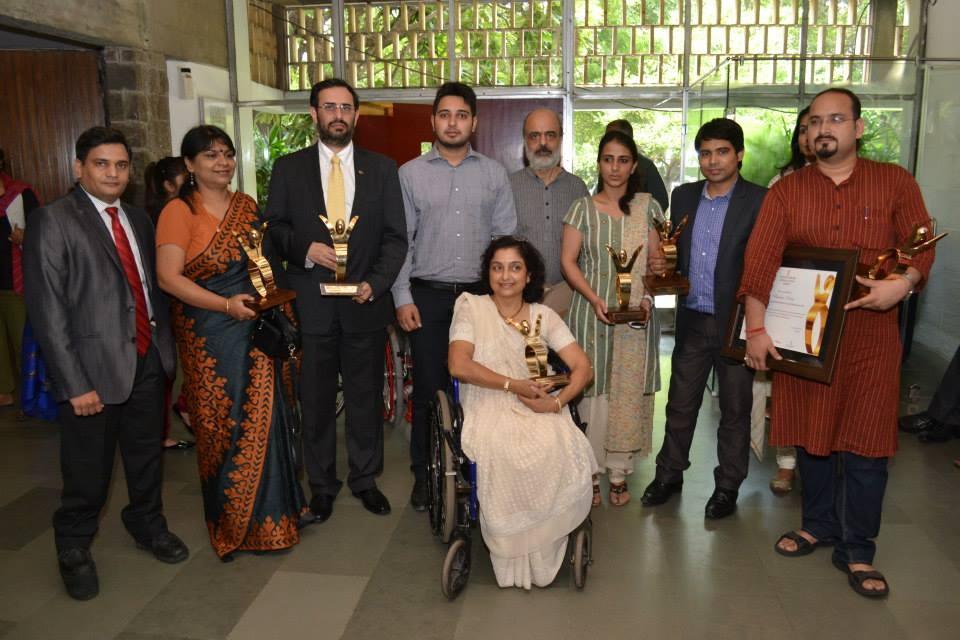
الفائزون بجوائز التصميم العالمي NCPEDP MphasiS لعام 2013 للأعمال النموذجية في مجال الإعاقة

يتم تقديم جوائز NCPEDP-Mphasis للتصميم العالمي كل عام عشية يوم استقلال الهند لتكريم الأفراد والمنظمات التي تقوم بعمل مثالي تجاه قضية إمكانية الوصول وبالتالي ضمان حياة المساواة والكرامة للأشخاص ذوي الإعاقة.
من أجل نشر الوعي حول التصميم الشامل وترويج هذا المفهوم، أنشأ المركز الوطني لتعزيز فرص العمل للأشخاص ذوي الإعاقة (NCPEDP)، بدعم من Mphasis، هذه الجائزة في عام 2010.
يتم توزيع هذه الجوائز كل عام في ثلاث فئات: الأشخاص ذوي الإعاقة، والمهنيون العاملون، والشركات أو المنظمات.

## جوائز التصميم العالمي 2022
| فئة                              | الحائزون على الجائزة |
| -------------------------------- | --- |
| الأشخاص ذوي الإعاقة              | لاليت كومار، مؤسسة إيفارا فيديا في، تمكين الرؤية سونداريا كومار برادان |
| المهنيين العاملين                | تيريزا أنتوني ألابات، شيتنا تراست روبن تومي، مؤسسة إنكلوسيس نيليش بانشال، مركز نافجيفان للتدريب جو جون جورج، جائزة لجنة التحكيم الخاصة ديانا فينسنت، جائزة لجنة التحكيم الخاصة                               |
| الشركات/المنظمات                 | مدرسة كيرالا للمكفوفين شركة أكسنتشر سوليوشنز الخاصة المحدودة حلول نيوموشن المساعدة إدارة الرعاية الاجتماعية وتنمية المرأة والطفل، إدارة شانديغار مركز إصابات العمود الفقري الهندي، جائزة لجنة التحكيم الخاصة |
| جائزة جاويد عبيدي للسياسة العامة | ميري باروا، العمل من أجل التوحد |

## جوائز التصميم العالمي 2020
| فئة                 | الحائز على الجائزة |
| ------------------- | --- |
| الأشخاص ذوي الإعاقة | السيد رافيندرا رامبان سينغ، راديو أودان راغافيندرا ساتيش بيري الدكتور فيكرانت سيروهي، هاريدوار، أوتارانتشال                                                                                   |
| المهنيين العاملين   | السيد أدارش هاسيجا، بنغالورو، كارناتاكا السيد أنوبام كومار جارج، نويدا، ولاية أوتار براديش السيد سانديب د. راناد، نادسادانا السيد نافين كومار م، تشيناي، تاميل نادو، كرسي متحرك متطور للأطفال |
| الشركات/المنظمات    | شركة تاكتوبس لحلول التعلم المحدودة شركة كيدورا للابتكارات المحدودة شركة ترو للاستشارات الخاصة المحدودة شركة فليكسموتيف تكنولوجيز المحدودة                                                     |

## جوائز التصميم العالمي 2019
| فئة                 | الحائز على الجائزة |
| ------------------- | --- |
| الأشخاص ذوي الإعاقة | السيد أنيش كارما نكرام أوبادياي، رئيس قسم التكنولوجيا المساعدة، المركز الهندي لإصابات العمود الفقري راجيش شاراد كيتكار                                                                                    |
| المهنيين العاملين   | راجني كانت سينغ، أخصائي العلاج الطبيعي براشانت غاد، رائد أعمال اجتماعي قام كونال براساد وديبتي براساد بإنشاء سينما اكس أل وأفلام آا دي أنكيتا جولاتي، مؤسسة تاتش فيجن                                     |
| الشركات/المنظمات    | أكاديمية إس إم لمهارات التعلم لذوي الاحتياجات الخاصة المحدودة المعهد الوطني للتعليم المفتوح البازار الكبير روبرت بوش للهندسة والأعمال شركة الحلول الخاصة المحدودة شركة بلي تيك للابتكارات الخاصة المحدودة |

## جوائز التصميم العالمي 2018
| فئة                 | الحائز على الجائزة |
| ------------------- | --- |
| الأشخاص ذوي الإعاقة | الدكتور عليم تشانداني، نائب الرئيس المساعد، مبادرة سنتوم جرو. دانانجاي بهولي، منسق أكاديمي، مركز التعليم الشامل وإمكانية الوصول، جامعة سافيتريباي فولي بوني هاريش كومار، مؤسس شركة القدرة على العجلات                               |
| المهنيين العاملين   | الدكتور جيه إس أرورا، الأمين العام للجمعية الوطنية لرعاية مرضى الثلاسيميا تيغمانشو بهاتناغار، عضو هيئة التدريس، قسم التصميم، المعهد الهندي للتكنولوجيا - دلهي فيشال كابور، كبير مسؤولي التصميم، شركة شركة فيوتشر إنتربرايز المحدودة |
| الشركات/المنظمات    | لجنة الانتخابات في الهند شركة إيزيموف سوليوشن المحدودة خط المساعدة لمنظمة رعاية الإنسانية مؤسسة أوركيدز |

## جوائز التصميم العالمي 2017
| فئة                 | الحائز على الجائزة |
| ------------------- | --- |
| الأشخاص ذوي الإعاقة | عقيل تشينوي، نائب رئيس جمعية يوفا للصم الدكتور هوميار موبيجي، الممثل القطري لشركة بينيتيك سوفارنا راج من آي جي أن أو يو فيفيك ميهتا، المؤسس والرئيس التنفيذي لشركة ديف ايزي                        |
| المهنيين العاملين   | هيمانج ميستري، مهندس معماري ومصمم حضري باريكيباندلا ناراهارين، ضابط آي آا أس دفعة 2001 (ماديا براديش كادر) الدكتور راميش سي. جاور أمين مكتبة جامعة جواهر لال. سيدانت تشيتان شاه، مؤسس آكسيس فور آل |
| الشركات/المنظمات    | شركة جينجر مايند للتكنولوجيا المحدودة شركة كيدورا للابتكارات المحدودة اسمع واقرأ حدس |

## جوائز التصميم العالمي 2016
| فئة                 | الحائز على الجائزة |
| ------------------- | --- |
| الأشخاص ذوي الإعاقة | السيد دانيش ماهاجان والسيدة ديفيا شارما، راديو أودان الدكتورة نيرميتا ناراسيمهان، مديرة السياسات في مركز الإنترنت والمجتمع السيد ساثاسيفام كانوبايان، المؤسس المشارك لموقع اينابيلد          |
| المهنيين العاملين   | السيد بريم نواز خان ماريكايار، مهندس الواجهة الأمامية، شركة بآي بال الدكتور سانديب سانكات، أستاذ مشارك، كلية التخطيط والعمارة، بوبال الدكتورة سوجاثا سرينيفاسان، أستاذ مشارك، آي آي تي مدراس |
| الشركات/المنظمات    | إنديجو المركز الوطني للمعلوماتية نيوز هوك - علامة تجارية لشركة بارير بريكس سولوشينز. كوكب قادر شركة أس آا بي لابس اهند آا بي تي. جامعة حيدر أباد                                             |

## جوائز التصميم العالمي 2015
| فئة                 | الحائز على الجائزة |
| ------------------- | --- |
| الأشخاص ذوي الإعاقة | السيدة أبها خيتاربال، تطبيق تجاوز الحواجز للجوال السيدة بريتي شاه سوني، الرئيسة التنفيذية لمؤسسة ديف كان السيد سانديب كومار، مسؤول خدمة العملاء، خطوط إنديجو الجوية ذكر خاص سيمون جورج، مؤسس ورئيس مؤسسة براثياشا |
| المهنيين العاملين   | السيدة أرشانا كونوار، طالبة البروفيسور م. بالاكريشنان، المعهد الهندي للتكنولوجيا في دلهي |
| الشركات/المنظمات    | شركة أكسنتشر للخدمات المحدودة أكاديمية دي جي للتصميم كلية إندرابراستا للنساء، جامعة دلهي شركة مايندتري المحدودة حلول سايتيكا ذكر خاص إتش آند آر جونسون (الهند)                                                    |

## جوائز التصميم العالمي 2014
| فئة                 | الحائز على الجائزة |
| ------------------- | --- |
| الأشخاص ذوي الإعاقة | السيد براشانت مادوكار نايك، مساعد مدير، بنك الاتحاد الهندي |
| المهنيين العاملين   | السيد أرون سي راو، رئيس جمعية رعاية مترجمي لغة الإشارة في الهند السيد ج. جوبالاكريشنا، متخصص في مجال الكيمياء الكهربائية وكيمياء البوليمرات وخبير التكنولوجيا البروفيسور كافيتا موروكار، كلية الهندسة المعمارية، بوني |
| الشركات/المنظمات    | مؤسسة تشايلدلاين الهند شركة سيسكو سيستمز الهند المحدودة مستشفى جوزيف للعيون شركة كيك ستارت سيرفيسز المحدودة شركة ويبرو المحدودة مجموعة عمل التمويل الأصغر الشامل للأشخاص ذوي الإعاقة                                  |

## جوائز التصميم العالمي 2013
| الفئة               | الحائز على الجائزة |
| ------------------- | --- |
| الأشخاص ذوي الإعاقة | السيد نكرام أوبادياي، أخصائي هندسة إعادة التأهيل ورئيس قسم التكنولوجيا المساعدة، المركز الهندي لإصابات العمود الفقري، دلهي الدكتور ساتيندرا سينغ، أستاذ مساعد، كلية العلوم الطبية الجامعية ومنسق وحدة التمكين، دلهي السيد سرينيفاسو تشاكرافارثولا، كبير مسؤولي برنامج إمكانية الوصول، خدمات هندسة وجودة المستهلك، باي بال |
| المهنيين العاملين   | السيدة أراثي أبراهام، مصممة رئيسية، 99 و1 ديزاين، تشيناي الدكتور أرون ميهتا، رئيس جمعية تعزيز الوصول ثنائي الاتجاه، دلهي السيد بوشان فيرما، الرئيس التنفيذي لشركة حلول جير كرافت، دلهي |
| الشركات/المنظمات    | هانديكاير - الجمعية الهندية للأشخاص ذوي الإعاقة، لكناو كرياتي لحلول التصميم الجندي. المحدودة، دلهي شركة إن سي آر الهندية الخاصة المحدودة، مومباي كلية التخطيط والعمارة، بوبال |

## جوائز التصميم العالمي 2012
| فئة                 | الحائز على الجائزة |
| ------------------- | --- |
| الأشخاص ذوي الإعاقة | ديبندرا مانوشا، منسق شؤون الدول النامية ورئيس التدريب والدعم الفني في اتحاد ديزي، والمؤسس والمدير المؤسس لمؤسسة ساكشام ترست |
| المهنيين العاملين   | أبيشيك سيال، مؤسس، أمين عام، منظمة العمل من أجل النهوض بالابتكار في التعليم الخاص البروفيسور برابهات رانجان، أستاذ، معهد ديروبهاي أمباني لتكنولوجيا المعلومات والاتصالات، جانديناجار، جوجارات آر آر جوشي، مدير، شركة موديولار إنفوتيك الخاصة المحدودة، بوني البروفيسورة راشنا خاري، أستاذة ومنسقة مركز أبحاث مركز الإنسان، كلية التخطيط والعمارة، بوبال |
| الشركات/المنظمات    | المعهد الهندي للإدارة، بنغالور شركة مايكروسوفت الهند الخاصة المحدودة المعهد الوطني للتعليم المفتوح جمعية سري فيشنو التعليمية السفر إلى الهند الأخرى |

## جوائز التصميم العالمي 2011
| فئة                 | الحائز على الجائزة |
| ------------------- | --- |
| الأشخاص ذوي الإعاقة | السيد آرفيند راميش برابهو، مالك شركة آكسيس فور آول، مومباي السيد براسانت رانجان فيرما، مستشار مستقل في مجال الوصول ومدرب في مجال تكنولوجيا المعلومات والاتصالات للأشخاص ذوي الإعاقة البصرية، نيودلهي السيد شريرانج براكاش ساهسرابودي، أخصائي إمكانية الوصول، رئيس قسم التقنية للمنتجات، شركة إنفوسيس المحدودة، بوني                                           |
| المهنيين العاملين   | البروفيسورة عبير موليك، باحثة فولبرايت نهرو المقيمة في المعهد الوطني للتصميم في أحمد آباد وأستاذة في معهد جورجيا للتكنولوجيا، الولايات المتحدة الأمريكية. السيد أنوبام باسو، أستاذ، قسم علوم الكمبيوتر والهندسة، معهد كاراجبور للتكنولوجيا. السيد بي جيه ماثيو مارتن، مساعد خدمات الإرشاد (وسائل الإعلام)، معهد علي يافار جونغ الوطني للمعاقين سمعيًا، مومباي. |
| الشركات/المنظمات    | الأنظمة المتاحة، مومباي. فنادق ليمون تري المحدودة سيليكت سيتي ووك (شركة سيليكت للبنية التحتية المحدودة)، نيودلهي. تطبيقات تي بوكس، المملكة المتحدة ويونيك موف، إندور. |

## جوائز التصميم العالمي 2010
| فئة                 | الحائز على الجائزة |
| ------------------- | --- |
| الأشخاص ذوي الإعاقة | امتياز أحمد كاشفي، رانيبينور، كارناتاكا الدكتور سام تارابوريفالا، مدير مركز زافييه للموارد للمكفوفين، مومباي سونيتا آي. سانشيتي، مؤسسة نينا، مومباي |
| المهنيين العاملين   | فرديناند جيه رودريكس جاراف راهيجا، المعهد الهندي للتكنولوجيا في رووركي إم إس راجو، جمعية الرؤية الخيرية                                             |
| الشركات/المنظمات    | فندق آي تي سي رويال جاردينيا، بنغالورو منقذو المعالم السياحية ياهو! الهند للبحث والتطوير شركة ويبرو المحدودة                                        |